# Élections cantonales de 1892 en Guadeloupe
Les élections cantonales ont eu lieu pour le premier tour le 28 août et pour le second tour le 4 septembre dans la colonie de la Guadeloupe.
Ce conseil général colonial dispose de compétences, notamment financière, plus étendues qu'un conseil général de métropole.

## Mode de scrutin
Les trente-six conseillers généraux de la colonie de la Guadeloupe sont élus au suffrage universel masculin, dans le cadre de onze cantons. Ils sont renouvelés par moitié tous les trois ans. 
Le mode d'élection choisit est le scrutin majoritaire plurinominal à deux tours :
- au premier il faut obtenir la majorité des voix plus une et au moins un quart du votes des inscrits sur les listes électorales ;
- au second tour (ballottage) le (ou les) candidat(s) avec le plus de voix est élu.

### Augmentation du nombre de conseillers
- À la suite du décret du 7 novembre 1879[1], le conseil général passe de 24 à 36 membres ;
- la circonscription d'élection reste le canton, les trente-six sièges étant répartis proportionnellement à la population des cantons.

| Basse-Terre      | 4  |  |  |
| Lamentin         | 4  |  |  |
| Capesterre       | 4  |  |  |
| Port-Louis       | 3  |  |  |
| Pointe-Noire     | 2  |  |  |
| Saint-Barthélemy | 1  |  |  |
|                  |    |  |  |
| Total            | 18 |  |  |

## Conseil général à l'issue des élections
| Parti                      | Tendance  | Élus |
| -------------------------- | --------- | ---- |
| Républicains (24 sièges)   |           |      |
| Radical                    | Isaaciste | 14   |
| Radical                    | Réachiste | 9    |
| Réactionnaires (10 sièges) |           |      |
| Réactionnaire              | Usinier   | 12   |

## Arrondissement de Basse-Terre

### Canton de Basse-Terre
- Quatre conseillers sont à élire.

| Candidats | Candidats          | Étiquette | Premier tour | Premier tour | Ballotage | Ballotage |
| Candidats | Candidats          | Étiquette | Voix         | %            | Voix      | %         |
| --------- | ------------------ | --------- | ------------ | ------------ | --------- | --------- |
|           | Hildebert Bernus * | Radical   | 995          | 77,31        | 1 027     | 52,83     |
|           | Marc Blandin *     | Radical   | 977          | 75,91        | 815       | 41,92     |
|           | H. Clayssen        | Radical   | 934          | 72,57        | 1 005     | 51,70     |
|           | J. Dubreuil        |           | 795          | 61,77        | 684       | 35,19     |
|           | L. Jacquest        | Radical   | 765          | 59,44        | 779       | 40,07     |
|           | L. Petit           |           | 706          | 54,86        | 753       | 38,74     |
|           | Mary Barthol *     | Radical   | 528          | 41,03        | 249       | 12,81     |
|           | A. Abon            |           | 161          | 12,51        | 103       | 5,30      |
|           |                    |           |              |              |           |           |
| Inscrits  | Inscrits           | Inscrits  | 5 147        | 100,00       | 5 163     | 100,00    |
| Votants   | Votants            | Votants   | 1 287        | 25,01        | 1 944     | 37,77     |
| Exprimés  |                    |           |              |              |           |           |

*sortant

### Canton de Capesterre
- Quatre conseillers sont à élire.
- Richard Jean-Romain (Radical), élu depuis 1871, ne se représente pas.

| Candidats | Candidats             | Étiquette | Premier tour | Premier tour | Ballotage | Ballotage |
| Candidats | Candidats             | Étiquette | Voix         | %            | Voix      | %         |
| --------- | --------------------- | --------- | ------------ | ------------ | --------- | --------- |
|           | Léopold Dorval        | Radical   | 664          | 59,13        | 815       | 76,81     |
|           | E. Tailandier         | Radical   | 637          | 56,72        | 739       | 69,65     |
|           | C. Alonzo             | Radical   | 568          | 50,58        | 811       | 76,44     |
|           | J. Rubichon           |           | 499          | 44,44        | 109       | 10,27     |
|           | Bouchant              | Radical   | 475          | 42,30        | 663       | 62,49     |
|           | Blanchet              |           | 453          | 40,34        | 287       | 27,05     |
|           | Boyer                 |           | 456          | 40,61        | 152       | 14,33     |
|           | Houëlche              |           | 386          | 34,37        | 107       | 10,09     |
|           | Appolinaire Gervais * | Radical   | 178          | 15,85        | 2         | 0,02      |
|           | E. Bernard            |           | 1            | 0,01         |           |           |
|           | Saint-Germain Braudon |           | /            | /            | 3         | 0,03      |
|           | Divers                |           | /            | /            | 40        | 3,77      |
|           |                       |           |              |              |           |           |
| Inscrits  | Inscrits              | Inscrits  | 2 815        | 100,00       | 2 799     | 100,00    |
| Votants   | Votants               | Votants   | 1 123        | 39,89        | 1 061     | 37,91     |
| Exprimés  |                       |           |              |              |           |           |

*sortant

### Canton de Pointe-Noire
- Deux conseillers sont à élire.
- Joseph Dierle, élu en 1886, ne se représente pas.

| Candidats | Candidats            | Étiquette | Premier tour | Premier tour | Ballotage | Ballotage |
| Candidats | Candidats            | Étiquette | Voix         | %            | Voix      | %         |
| --------- | -------------------- | --------- | ------------ | ------------ | --------- | --------- |
|           | Louis Adolphe Rollin |           | 429          | 47,35        | 506       | 50,80     |
|           | Florville Mégy       |           | 414          | 45,70        | 567       | 56,93     |
|           | Louis de Monchy *    |           | 355          | 39,18        | 430       | 43,17     |
|           | F. d'Alexis          |           | 340          | 37,53        | 477       | 47,89     |
|           | F. Pagésy            |           | 175          | 19,32        |           |           |
|           | Joseph Dierle *      | Radical   | 22           | 2,43         |           |           |
|           |                      |           |              |              |           |           |
| Inscrits  | Inscrits             | Inscrits  | 1 908        | 100,00       | 1 908     | 100,00    |
| Votants   | Votants              | Votants   | 906          | 47,48        | 996       | 52,20     |
| Exprimés  |                      |           |              |              |           |           |

*sortant

### Canton de Saint-Barthélemy
- Un conseiller est à élire.
- Armand Lignières, élu en 1886, ne se représente pas.

| Candidats | Candidats      | Étiquette | Premier tour | Premier tour |
| Candidats | Candidats      | Étiquette | Voix         | %            |
| --------- | -------------- | --------- | ------------ | ------------ |
|           | Ernest de Wint |           | 273          | 100,00       |
|           |                |           |              |              |
| Inscrits  | Inscrits       | Inscrits  | 501          | 100,00       |
| Votants   | Votants        | Votants   | 273          | 54,49        |
| Exprimés  |                |           |              |              |

*sortant

## Arrondissement de Pointe-à-Pitre

### Canton de Lamentin
- Quatre conseillers sont à élire.

| Candidats | Candidats                     | Étiquette | Premier tour | Premier tour | Ballotage | Ballotage |
| Candidats | Candidats                     | Étiquette | Voix         | %            | Voix      | %         |
| --------- | ----------------------------- | --------- | ------------ | ------------ | --------- | --------- |
|           | Volcy Bastard *               | Radical   | 747          | 51,95        | 261       |           |
|           | Jean-Baptiste-Camille Jacquet |           | 608          | 42,28        | 909       |           |
|           | Jérôme Déjean *               | Radical   | 517          | 35,95        | 733       |           |
|           | Gaston Délos                  |           | 507          | 35,26        | 729       |           |
|           | Charles Danaé                 |           | 466          | 32,41        | 430       |           |
|           | Clairville Simonne            |           | 456          | 31,71        | 310       |           |
|           | Jubelin André                 |           | 428          | 29,76        | 229       |           |
|           |                               |           |              |              |           |           |
| Inscrits  | Inscrits                      | Inscrits  | 4 671        | 100,00       | 4 671     | 100,00    |
| Votants   | Votants                       | Votants   | 1 438        | 30,79        |           |           |
| Exprimés  |                               |           |              |              |           |           |

*sortant

### Canton de Port-Louis
- Trois conseillers sont à élire.

| Candidats | Candidats                   | Étiquette | Premier tour | Premier tour | Ballotage | Ballotage |
| Candidats | Candidats                   | Étiquette | Voix         | %            | Voix      | %         |
| --------- | --------------------------- | --------- | ------------ | ------------ | --------- | --------- |
|           | Louis Karle                 | Radical   | 752          | 67,81        | 906       | 70,40     |
|           | Cyprien Nadir               | Radical   | 734          | 66,19        | 875       | 67,99     |
|           | Bertrand Maréchaux          | Radical   | 729          | 65,74        | 871       | 67,68     |
|           | Nodimus Mathieu             |           | 364          | 32,82        | 364       | 28,28     |
|           | Fortuné de la Clémendière * | Conserv   | 358          | 32,28        | 414       | 32,17     |
|           | Louis Cyrille *             |           | 359          | 32,37        | 348       | 27,04     |
|           |                             |           |              |              |           |           |
| Inscrits  | Inscrits                    | Inscrits  | 3 293        | 100,00       | 3 293     | 100,00    |
| Votants   | Votants                     | Votants   | 1 109        | 33,68        | 1 287     | 39,08     |
| Exprimés  |                             |           |              |              |           |           |

*sortant

## Partielles
- Des élections partielles ont également eu lieu le même jour dans deux cantons non renouvelables cette année-là.

### Canton de Pointe-à-Pitre
- Un conseiller est à élire.

| Candidats | Candidats         | Étiquette | Premier tour | Premier tour | Ballotage | Ballotage |
| Candidats | Candidats         | Étiquette | Voix         | %            | Voix      | %         |
| --------- | ----------------- | --------- | ------------ | ------------ | --------- | --------- |
|           | Frédéric Vanony   | Radical   | 922          | 65,34        | 943       | 64,95     |
|           | Georges Saintol   | Radical   | 265          | 18,78        | 504       | 34,71     |
|           | Gustave Lacascade | Radical   | 244          | 17,29        | 5         | 0,34      |
|           |                   |           |              |              |           |           |
| Inscrits  | Inscrits          | Inscrits  | 9 479        | 100,00       | 9 479     | 100,00    |
| Votants   | Votants           | Votants   | 1 411        | 14,89        | 1 452     | 15,32     |
| Exprimés  |                   |           |              |              |           |           |

*sortant

### Canton du Moule
- Deux conseillers sont à élire.

| Candidats | Candidats                | Étiquette | Premier tour | Premier tour |
| Candidats | Candidats                | Étiquette | Voix         | %            |
| --------- | ------------------------ | --------- | ------------ | ------------ |
|           | H. de Chazelles          | Conserv   | 1 137        | 64,09        |
|           | Ch. Bance                | Conserv   | 1 126        | 63,47        |
|           | Ferdinand-Lyonnel Méloir | Radical   | 645          | 36,36        |
|           | A. Pédurand              | Radical   | 609          | 34,33        |
|           |                          |           |              |              |
| Inscrits  | Inscrits                 | Inscrits  | 4 142        | 100,00       |
| Votants   | Votants                  | Votants   | 1 774        | 42,83        |
| Exprimés  |                          |           |              |              |

*sortant

### Sources
- Bibliothèque de l'Université de Floride : https://ufdc.ufl.edu/fr
- Journal officiel de la Guadeloupe.
- Le Progrès de la Guadeloupe.
- Le Courrier de la Guadeloupe.